# Roberto Canessa
Roberto Jorge Canessa Urta (Montevideo, 17 de enero de 1953) es un médico cardiólogo, conferencista, y rugbista uruguayo. Es conocido por haber sido  uno de los sobrevivientes del accidente de los Andes. 

## Biografía y carrera

### Primeros años
Nació el 17 de enero de 1953 en Montevideo, hijo de María Mercedes Urta Stagnero y el médico Juan Carlos Canessa Montero. De ascendencia italiana, sus antepasados eran oriundos de la comuna de Rapallo, Liguria. Criado en el barrio de Carrasco, cursó sus estudios primarios y secundarios en el Colegio Stella Maris, y formó parte del plantel del equipo de rugby Old Christians Club.
En 1971 comenzó sus estudios en la Facultad de Medicina de la Universidad de la República. Integró la selección de rugby de Uruguay, así como el equipo Sudamérica XV ―en representación de su país― que en 1980 viajó a Sudáfrica para denunciar el apartheid.

### Tragedia de los Andes

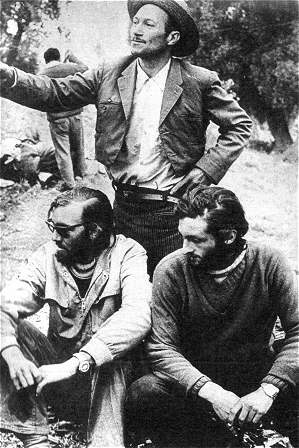
Roberto Canessa (abajo derecha) y Nando Parrado, junto al arriero chileno Sergio Catalán en diciembre de 1972.

En aquella época era estudiante de medicina y tenía 19 años de edad. Su prometida era Laura Surraco, hija de un médico. Canessa, junto con Fernando "Nando" Parrado, emprendió la travesía de 10 días a través de la cordillera de los Andes para buscar ayuda. No es debido a su gran fortaleza física por lo que sus compañeros lo apodaron "Músculo", sino porque tenía un carácter fuerte.
También fue uno de los primeros que sugirieron alimentarse de la carne de los fallecidos, rompiendo con ese tabú y probando el primer bocado.

### Medicina
Canessa se graduó como médico, y se especializó en cardiología y cardiología pediátrica. Ha prestado servicios en esas áreas, así como en la investigación en el Hospital Italiano de Montevideo y el Hospital Pereira Rossell. Desde 2014 sirve como vicepresidente de la Fundación Corazoncitos, que brinda atención a niños con enfermedades cardíacas congénitas.
En 2019 fue nombrado miembro honorario del American College of Cardiology. Ha sido galardonado con el Premio Nacional de Medicina en 2007.

### Política
Canessa fue candidato por el Partido Azul en las elecciones de 1994 a la presidencia de Uruguay, donde obtuvo un total de 1645 votos (0,08 %) —en esta elección resultó elegido el expresidente Julio María Sanguinetti con 656 428 votos (30,83 %)—.
A inicios de 2012, Canessa acompañó al nacionalista Sergio Abreu en la fundación del sector Dignidad Nacional.
En 2019, el excomandante del ejército Guido Manini Ríos le ofreció a Canessa la postulación a la Vicepresidencia de la República por el partido Cabildo Abierto, opción que Canessa rechazó.

## Vida personal
En 1976 Canessa contrajo matrimonio con Laura Surraco, después de una relación de varios años. La pareja tiene tres hijos: Hilario, Roberto Martín y Laura.

### Controversias
El 11 de abril de 2024, tras una conferencia organizada el día anterior en Torreón, México, se viralizaron dos videos a través de Twitter donde se puede ver a Canessa manoseando indebidamente a varias de las asistentes en el evento. El incidente fue reprobado entre los internautas y colectivos feministas. Este último instó a que Canessa emitiera un comunicado público en el que expresara disculpas a las víctimas. El 12 de abril, El País reveló que intentó contactar a Canessa para hablar sobre lo ocurrido y este se negó a comentar sobre el tema, asegurando que las opiniones en redes sociales habían sido hechas de «mala fe».
Otros medios hablan de la posibilidad de que fuera un acto inconsciente donde puso la mano.

## En la cultura popular
En la película ¡Viven! (1993), Canessa fue interpretado por el actor Josh Hamilton, y en La sociedad de la nieve (2023) fue interpretado por Matías Recalt. En esta última cinta realizó un cameo interpretando a un médico del hospital en Chile que acompaña a Roberto Canessa a su llegada al hospital.